# Krzysztof Marek
Krzysztof Marek (ur. 12 marca 1949 w Gdańsku) – polski wioślarz, trener, olimpijczyk z Monachium 1972.
Jako zawodnik reprezentował kluby: Zawisza Bydgoszcz i Gedania Gdańsk. Mistrz Polski w konkurencji ósemek w latach 1970-1972.
Uczestnik mistrzostw świata w roku 1970 w St. Catharines, podczas których polska ósemka zajęła 6. miejsce.
Uczestnik mistrzostw Europy w roku 1971 w konkurencji ósemek. Polska osada zajęła 10. miejsce.
Na igrzyskach olimpijskich był członkiem osady ósemek (partnerami byli: Jerzy Ulczyński, Marian Siejkowski, Jan Młodzikowski, Grzegorz Stellak, Marian Drażdżewski, Ryszard Giło, Sławomir Maciejowski, Ryszard Kubiak (sternik)). Polska osada zajęła 6. miejsce.
Po zakończeniu kariery sportowej zasłużony szkoleniowiec w Gedanii Gdańsk. Był trenerem wicemistrzyń olimpijskich Czesławy Kościańskiej i Małgorzaty Dłużewskiej.